# Кореанка пекінська
Кореа́нка пекінська або кореанка (Rhopophilus pekinensis) — вид горобцеподібних птахів родини суторових (Paradoxornithidae). Мешкає в Китаї і Північній Кореї. Таримська кореанка раніше вважалася підвидом пекінської кореанки, однак була визнана окремим видом.

## Опис
Довжина птаха становить 15-17 см, враховуючи довгий, гострий хвіст. Верхня частина тіла попелясто-коричнева, сильно поцяткована чорними смужками, крайні стернові пера на кінці білі. Над очима сіруваті "брови", під дзьобом чорнуваті "вуса". Нижня частина тіла біла, боки сильно поцятковані іржастими або каштановими смужками. Нижня частина живота рудувато-коричнева. Очі білуваті, дзьоб сірувато-коричневий, лапи жовтувато-коричневі.

## Поширення і екологія
Пекінські кореанки мешкають в північному і західному Китаї та на півночі Корейського півострова. Вони поширені від Кореї і південного Ляоніну на захід басейном Хуанхе до гір Алашань в провінції Нінся, а також від гір Циньлін до півдня Шеньсі і Ганьсу. Раніше пекінські кореанки спостерігалися в Південній Кореї, також вони були зафіксовані в Монголії, в оазі Шара-хулсни-булаг в Заалтайській Гобі.
Пекінські кореанки живуть в сухих і високогірних чагарникових заростях та на сухих луках. Живляться комахами та іншими безхребетними. Іноді приєднуються до змішаних зграй птахів.